# John Greaves (astronome)
Pour les articles homonymes, voir Greaves et John Greaves.
John Greaves, né en 1602, à Colemore, près d’Old Alresford dans le Hampshire, et mort le 8 octobre 1652, à Londres, est un mathématicien et astronome anglais, connu pour ses recherches sur la métrologie de l'Antiquité.

## Biographie

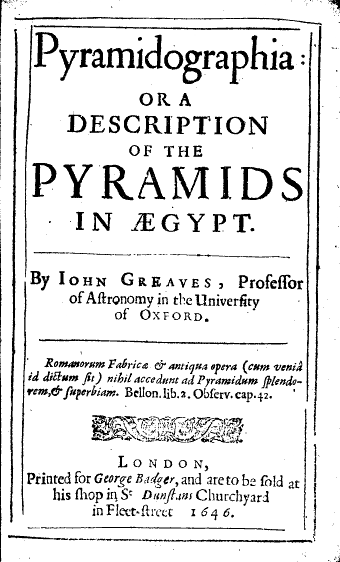
Page de titre de John Greaves, Pyramidographia, or, A description of the pyramids in Ægypt, George Badger, London, 1646.

### Jeunesse
John Greaves est l’aîné des fils de John et Sarah Greaves ; son père est le recteur de la paroisse de Colemore, son village natal. Plusieurs de ses frères deviennent aussi célèbres : Edward (1608-1680) comme médecin du roi Charles II d'Angleterre, Thomas (1612-1676) comme orientaliste renommé.
John Greaves commence son éducation dans l'école tenue par son père et la poursuit à Balliol College à Oxford, de 1617 à 1621. En 1624, il est élu Fellow de Merton College, devenant Master of Arts en 1628. Il étudie l'astronomie et les langues orientales, en particulier les œuvres des astronomes de l'Antiquité orientale. En 1630, Greaves devient professeur de géométrie à Gresham College, à Londres. Il fait la connaissance de l'archevêque de Canterbury William Laud, chancelier de l'université d'Oxford et protecteur de Merton College ; celui-ci souhaite disposer d'éditions anglaises d'auteurs grecs et arabes et Greaves collectionnera pour lui de nombreux manuscrits et livres au cours de ses voyages.

### Voyages
Greaves voyage d'abord en Europe. Il s'inscrit en 1633 à l'université de Leyde, où il devient ami avec le célèbre arabisant Jacob Golius. Deux ans plus tard, il s'inscrit à l'université de Padoue et y côtoie le Danois Johan Rode, un expert sur les poids et les mesures antiques. Greaves a pour objectif de cataloguer toutes les mesures utilisées dans le monde antique et moderne, et d'en décrire les valeurs et les relations. Après un bref retour en Angleterre, il repart en 1636 pour l'English College de Rome. D'après ses carnets, il y rencontre de nombreux érudits et savants : William Harvey, Gasparo Berti, Lucas Holstenius, Athanasius Kircher, ainsi que William Petty qui sert d'intermédiaire pour les acquisitions du comte d'Arundel. En particulier, il mesure et dessine une reconstitution possible de l'obélisque de Domitien, alors en morceaux dans le Cirque de Maxence et que le comte espérait acheter,. Greaves visite les Catacombes, dessine le Panthéon et la Pyramide de Cestius. Il lance surtout des enquêtes sur les poids et mesures antiques qui figurent parmi les premiers classiques de la métrologie.

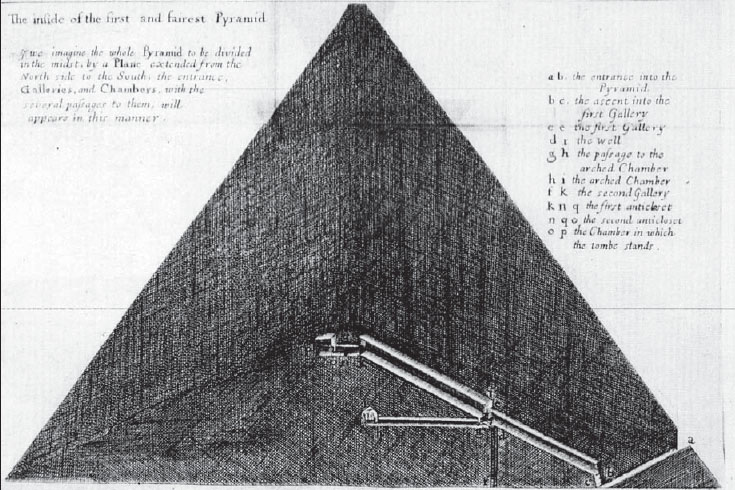
Coupe de la pyramide de Khéops tirée de la Pyramidographia de John Greaves (1646).

En 1637, Greaves voyage vers le Levant, avec l'intention de déterminer la latitude d'Alexandrie, où Ptolémée avait effectué ses observations astronomiques, de Constantinople et de Rhodes (il échouera dans ce dernier cas). Il atteint finalement Constantinople en avril 1638, y rencontre l'ambassadeur Peter Wyche et surtout rassemble des manuscrits variés, dont une copie de l'Almageste de Ptolémée. Il essaie aussi de coordonner des observations simultanées d'une éclipse de lune dans plusieurs villes éloignées (Smyrne, Alexandrie, Constantinople, etc.), mais cette tentative échouera. Son projet de visiter les monastères du Mont Athos, avec une dispense spéciale du patriarche de Constantinople, Cyrille Loukaris, afin d'y dresser un catalogue d'ouvrages anciens, tourne court après l'exécution du patriarche pour trahison. Greaves se dirige alors vers Alexandrie et collectionne des ouvrages en arabe, perse et grec. Il visite aussi Le Caire et étudie les pyramides avec plus de précision qu'aucun voyageur de l'ère moderne avant lui : il rédigera un ouvrage entièrement consacré aux pyramides, proposant une chronologie de leur construction, incluant des schémas de leur organisation intérieure et des mesures de leurs dimensions.
Greaves retourne en Angleterre en 1640, via l'Italie où il effectue encore des observations astronomiques et magnétiques. Il perd son poste à Gresham College pour manque d’assiduité à ses tâches, mais, à la mort de l'astronome John Bainbridge, son ami, en 1643, il le remplace à la Chaire savilienne d'astronomie à Oxford. Greaves propose une réforme du calendrier, acceptée par le roi, mais des évènements politiques feront qu'elle ne sera pas mise en pratique.

### Expulsion d'Oxford
En partie à cause d'un conflit antérieur entre William Laud, le protecteur de Greaves favorable au roi Charles Ier d'Angleterre et Nathaniel Brent, directeur de Merton College, Merton est le seul collège d'Oxford à se ranger du côté des « Têtes rondes », favorables au Parlement, lors de la Première Révolution anglaise. Brent témoigne à charge contre Laud lors du procès de ce dernier, et après l'exécution de Laud en 1645, Greaves obtient que Brent soit déposé de ses fonctions. Mais deux ans plus tard, une commission dirigée par Brent est chargée par le Parlement de corriger « les offenses, abus et désordres » de l'université d'Oxford. Après la conquête d'Oxford par Thomas Fairfax pour les « Têtes rondes », et le retour de Brent à Merton College, Greaves est accusé d'avoir détourné des fonds du collège pour le roi. Greaves perd alors sa position de Fellow, ainsi que sa chaire savilienne en 1648. Beaucoup de ses livres et de ses manuscrits disparaissent après la fouille de ses appartements par les soldats.
Seth Ward lui succède à la Chaire savilienne d'astronomie et obtient que Greaves reçoive les arriérés de son traitement, et lui verse même une partie de son salaire.
La fortune personnelle de Greaves suffit en fait à ses besoins. Il se retire à Londres, se marie et occupe ses loisirs à la rédaction d'ouvrages variés. Il meurt à l'âge de 50 ans et est enterré à l'église de St Benet Sherehog, détruite pendant le Grand incendie de Londres. Il lègue ses instruments astronomiques à l'université, à l'usage des professeurs saviliens. Deux de ses astrolabes sont maintenant au musée d'Histoire des sciences d'Oxford.

## Œuvres
- Miscellaneous works of Mr. John Greaves Vol. I et Vol. II
- Pyramidographia, or a Description of the pyramids in Ægypt (1646)
- A discourse on the Roman foot and denarius ; from whence, as from two principles, the measures and weights used by the Ancients may be deduced (1647) — Aussi sur archive.org.
- Elementa linguae persicae (1649)

Les deux premiers ouvrages sont reproduits (avec une biographie de leur auteur) dans :
- Greaves, John (1737) Miscellaneous works of Mr. John Greaves, éditées par Dr Thomas Birch. Ce volume contient aussi :
- Withers, Robert (2d. John Greaves) A Description of the Grand Signour’s Seraglio ; or Turkish Emperours Court (1653) London: Printed for Jo. Ridley, at the Castle in Fleet-street by Ram-Alley.

Greaves effectua aussi des traductions en latin de :
- Chorasmiae et Mawaralnahrae, etc. (1650). A description of Khwarezm and Mawarannahr (Transoxiane), traduction d'Aboul Féda, avec des tables de latitude et de longitude des principales villes.
- Abulfedae Peninsulam Arabum, une traduction partielle de l'Histoire d'Aboul Féda.
- Binae tabulae geographicae, deux tables de latitude et longitude traduites du perse, à partir de Nasir al-Din al-Tusi et Ulugh Beg.

Ces trois ouvrages paraissent de manière posthume dans : John Hudson, (1712), Geographiae veteris scriptores Graeci minores, vol. III, Oxford.
- Lemmata Archimedis, apud Graecos et Latinos iam pridem desiderata, e vetusto codice manuscripto Arabico… Ceci est une traduction d'une édition de Nasir al-Din al-Tusi[10]. Le manuscrit de Greaves, rédigé et corrigé par Samuel Foster, parut dans : Foster, Samuel (1659). Miscellanea sive lucubrationes mathematicae. London: printed by R. & W. Leybourn, published by John Twysden.